# Christopher Wren
 Christopher Wren, (East Knoyle, Wiltshire, 20 de outubrojul./ 30 de outubro de 1632greg. – Londres, 25 de fevereirojul./ 8 de março de 1723greg.) foi um projetista, astrônomo, geômetra, e em seu tempo o maior arquiteto da Inglaterra. Wren projetou 51 igrejas em Londres, incluindo a Catedral de São Paulo, considerada uma das obras-primas da arquitetura europeia, e muitos prédios seculares também dignos de nota.
Foi fundador da Royal Society e seu presidente (1680 -1682), e seus trabalhos científicos eram conhecidos por seus contemporâneos, sendo citados por Isaac Newton e Blaise Pascal.

## Biografia

### Juventude
Wren nasceu em East Knoyle, Wiltshire, e foi o único filho sobrevivente de seu pai, do mesmo nome, naquele tempo reitor de escola e depois deão de Windsor. Doentio quando criança,  estudou na própria casa com um tutor e seu próprio pai até se mudarem para Windsor, onde foi companheiro de infância do filho do rei Carlos I. Sua vida escolar é desconhecida até ir para o Wadham College, Oxford em 1650, onde recebeu uma educação convencional para a época, baseado em Aristóteles e latim. Entrou em contato também com John Wilkins e um seleto grupo de destacados estudantes, que iriam, mais tarde, formar a Royal Society. Essa ligação provavelmente influenciou Wren a estudar ciências e matemática. Recebeu o bacharelado em 1651 e o mestrado três anos depois.

### Maturidade
Foi eleito membro do AllSouls College em 1653 e começou um ativo período de pesquisa e experiências em Oxford, até ser escolhido, em 1657, professor de astronomia do Gresham College, em Londres, onde dava cursos livres em latim e inglês. Retomando os contatos com seu grupo de colegas, que frequentavam seus cursos, propuseram em 1662 a formação de uma sociedade para a promoção do conhecimento. Carlos II deu a autorização real para a Royal Society of London for the Promotion of Natural Knowledge ser formada. Um ano antes Wren havia sido eleito Savilian Professor of Astronomy em Oxford.
Os esforços científicos principais de Wren estão documentados na Royal Society, indo de trabalhos em astronomia, óptica, o problema de medir longitude no mar, cosmologia, mecânica, microscopia, medicina e meteorologia. Ele observou, mediu, dissecou, construiu modelos, inventou e desenvolveu uma variedade de instrumentos. No entanto, nessa época, com cerca de trinta anos, ainda não havia descoberto uma matéria que lhe desse satisfação pessoal. Nessa época sua atenção começou a se voltar para a arquitetura.
Um dos primeiros projetos arquitetônicos de Wren foi o Teatro Sheldonian, em Oxford, que foi terminado em 1662. Presente do Bispo Gilbert Sheldon a sua antiga escola, foi influenciado pelo Teatro de Marcellus, em Roma, mas misturava desenho clássico com conceitos empíricos modernos.
Viajou a Paris em 1665, onde estudou a arquitetura da cidade-luz, então num clímax de criatividade, e pesquisou desenhos de Bernini, o grande escultor e arquiteto italiano. Voltando da França, fez seu primeiro desenho para a catedral de São Paulo. Uma semana mais tarde, um grande incêndio destruiu dois terços de Londres. Wren elaborou um plano de reurbanização da cidade  para Carlos II da Inglaterra, nunca adotado por problemas legais. Foi nomeado supervisor geral das obras de reconstrução e foi o responsável direto pela reforma de 51 igrejas.

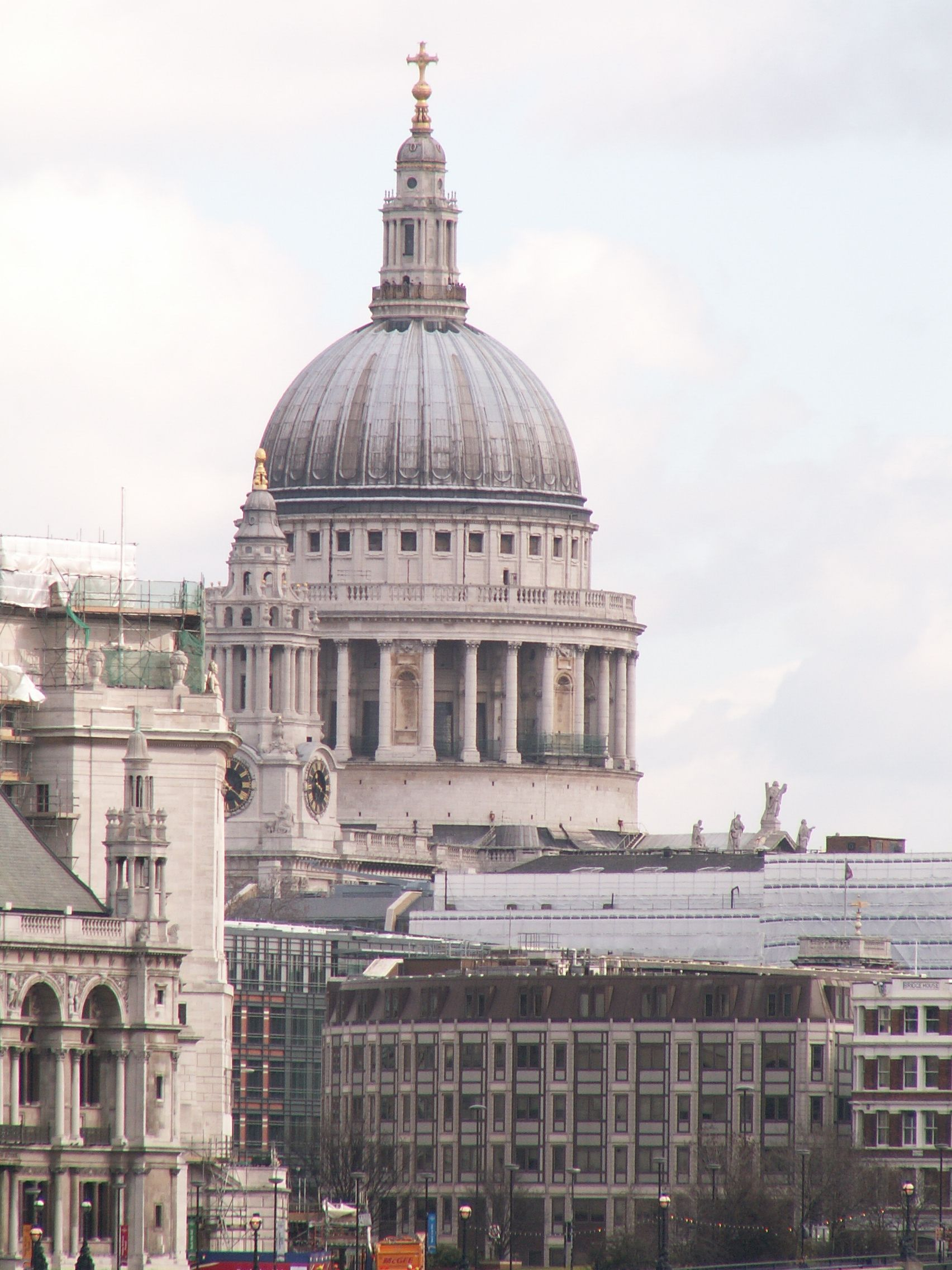
Domo da Catedral de São Paulo, em Londres.

A catedral de São Paulo sempre foi a pedra de toque da reputação de Wren. Sua associação com ela aparece em toda sua carreira, incluindo os trinta e seis anos entre o início e o termino da obra, em 1711. Ele esteve envolvido em reparos na antiga catedral e seu projeto de uma nova igreja tinha acabado de ser aceito quando o fogo reduziu dois terços da cidade a um deserto fumegante e a igreja a ruínas. Após vários atos administrativos, a demolição das ruínas começou em 1673 e as obras em 1675 e permaneceu em construção pelos próximos 36 anos. A única alteração ao plano de Wren foi um balaústre acrescentado ao domo, diluindo a solidez visual pretendida para a obra.

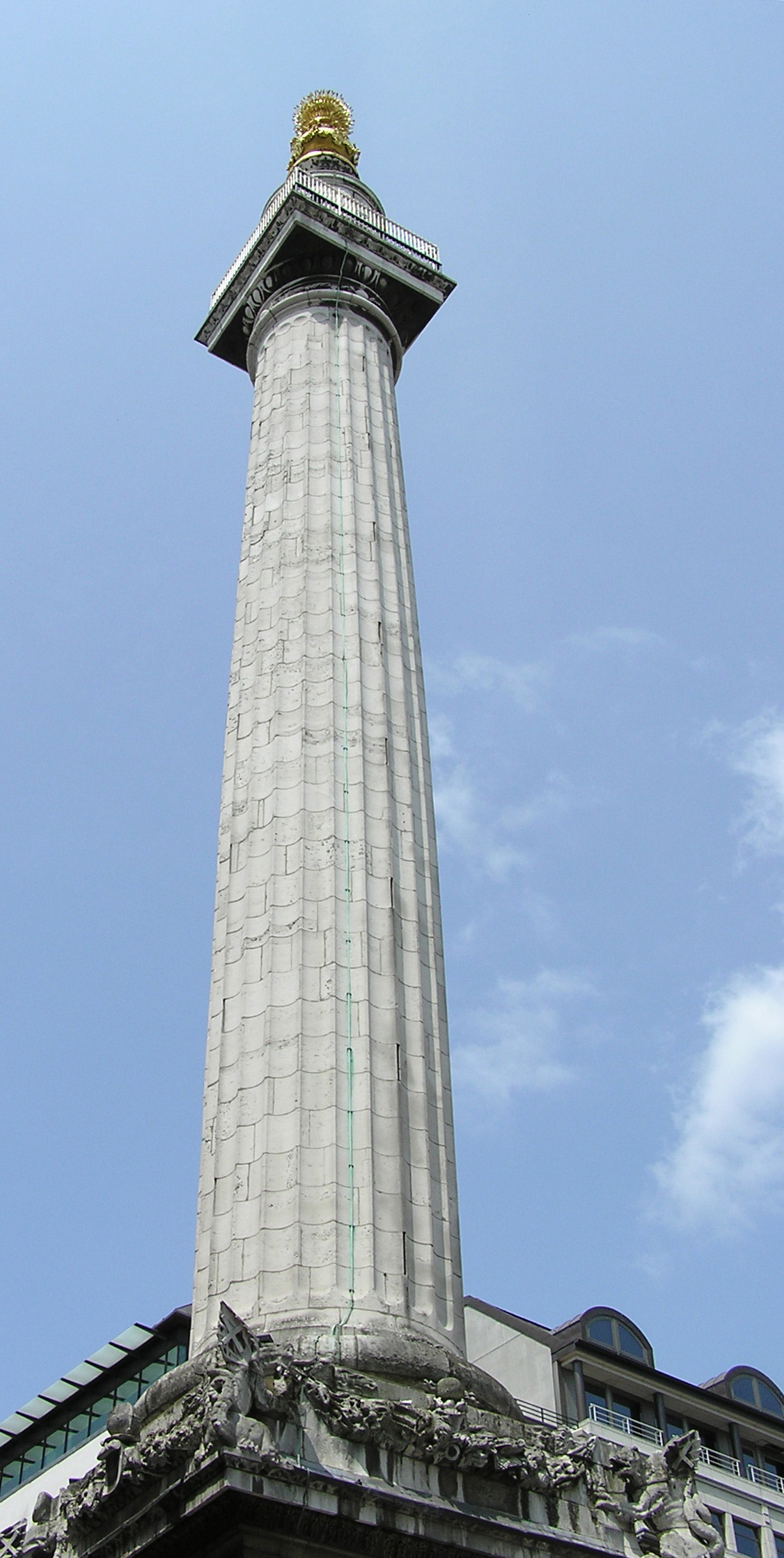
Monumento em memória do grande incêndio de Londres.

Foi nomeado cavaleiro em 1673. Tinha renunciado à posição Savillian em Oxford, para se dedicar à reconstrução e à arquitetura de um modo geral. Foi também membro do parlamento por três vezes. Casou com Faith Coghill em 1669, restando ainda algumas cartas de amor escritas por ele. Ela morreu alguns meses após dar à luz seu segundo filho, em 1675. Wren se casou novamente alguns anos depois com Jane Fitzwilliams, que também morreu após o segundo parto. De seus quatro filhos, apenas o também chamado Christopher sobreviveu ao pai e seguiu a carreira de arquiteto, sem muito destaque.
Após a morte do rei Carlos II, a atenção de Wren se voltou para o palácio de Whitehall, a pedido do novo rei, Jaime II da Inglaterra, onde ergueu uma nova capela, uma nova galeria, acomodações para o conselho e para a rainha. Mais tarde trabalhou em projetos para o palácio de Kensington, Hampton Court e o Hospital de Greenwich, que foi seu último grande trabalho e o único ainda incompleto ao término da catedral de São Paulo, em 1771.

### Últimos anos
O grande arquiteto não teve uma velhice tranquila, com seu trabalho reconhecido. Em vez disso, foi alvo de criticas e ataques à sua competência e gosto. Particularmente agressivas foram as criticas de Ashley Cooper, que pediam um novo estilo para a arquitetura britânica. Wren morreu em 1723, com 91 anos, na casa de seu filho, após se expor ao frio de uma visita à catedral de São Paulo no inverno. Foi enterrado na cripta da catedral, onde uma lápide diz:
Leitor, se procuras o seu monumento, olha em volta.